# Nancy Kovack
Nancy Kovack, född 11 mars 1935 i Flint, Michigan, är en amerikansk tidigare skådespelare, verksam mellan 1959 och 1976. Hon är mest känd för rollen som Medea i filmen Det gyllene skinnet (1963). 1969 gifte hon sig med den indiske dirigenten Zubin Mehta.

## Filmografi i urval
- 1963 – En mördares dagbok
- 1963 – Det gyllene skinnet
- 1966 – Frankie and Johnny
- 1966–1968 – Läderlappen (TV-serie)
- 1968 – Star Trek: The Original Series (TV-serie)
- 1969 – Marooned
- 1969 – Hawaii Five-O (TV-serie)